# Champrougier
Champrougier ist eine französische Gemeinde mit 98 Einwohnern (Stand 1. Januar 2022) im Département Jura in der Region Bourgogne-Franche-Comté. Sie gehört zum Arrondissement Lons-le-Saunier und zum Kanton Bletterans.

## Geographie
In Champrougier befinden sich einige Seen, darunter der Étang le Guet, der Étang Seigneur, der Étang Bailly und der Étang Chancelier. An der südöstlichen Gemeindegrenze verläuft das Flüsschen Bief d’Ainson.
Die Nachbargemeinden sind Biefmorin im Norden, Le Chateley im Osten, Chemenot im Süden, Foulenay im Südwesten sowie Les Deux-Fays im Westen.

## Geschichte
Als sich Frankreich im Zweiten Weltkrieg unter deutscher Besatzung befand, organisierte der Großgrundbesitzersohn André Léculier mit Unterstützung des ehemaligen Militärpiloten Noël Beuque, genannt Clovis, den lokalen Widerstand der Rèsistance. Ab Februar 1943 suchten ihn die Deutschen. Léculier flüchtete zu Angehörigen in Rahon und dann über die Schweiz nach Großbritannien. Beuque übernahm das Kommando.

## Bevölkerungsentwicklung
| Jahr                       | 1962 | 1968 | 1975 | 1982 | 1990 | 1999 | 2008 | 2017 |
| -------------------------- | ---- | ---- | ---- | ---- | ---- | ---- | ---- | ---- |
| Einwohner                  | 111  | 103  | 82   | 84   | 99   | 104  | 97   | 101  |
| Quellen: Cassini und INSEE |      |      |      |      |      |      |      |      |

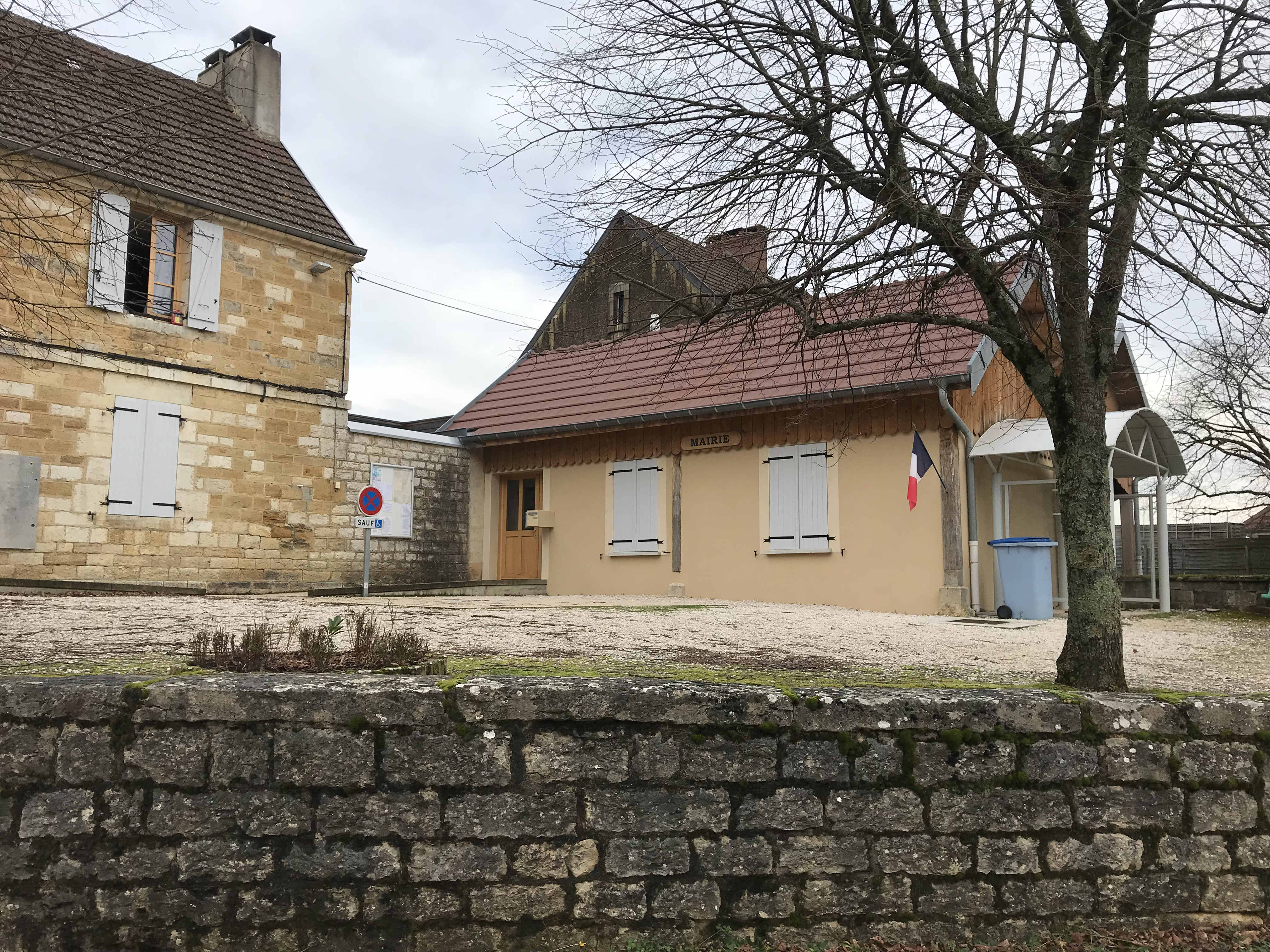
Mairie Champrougier
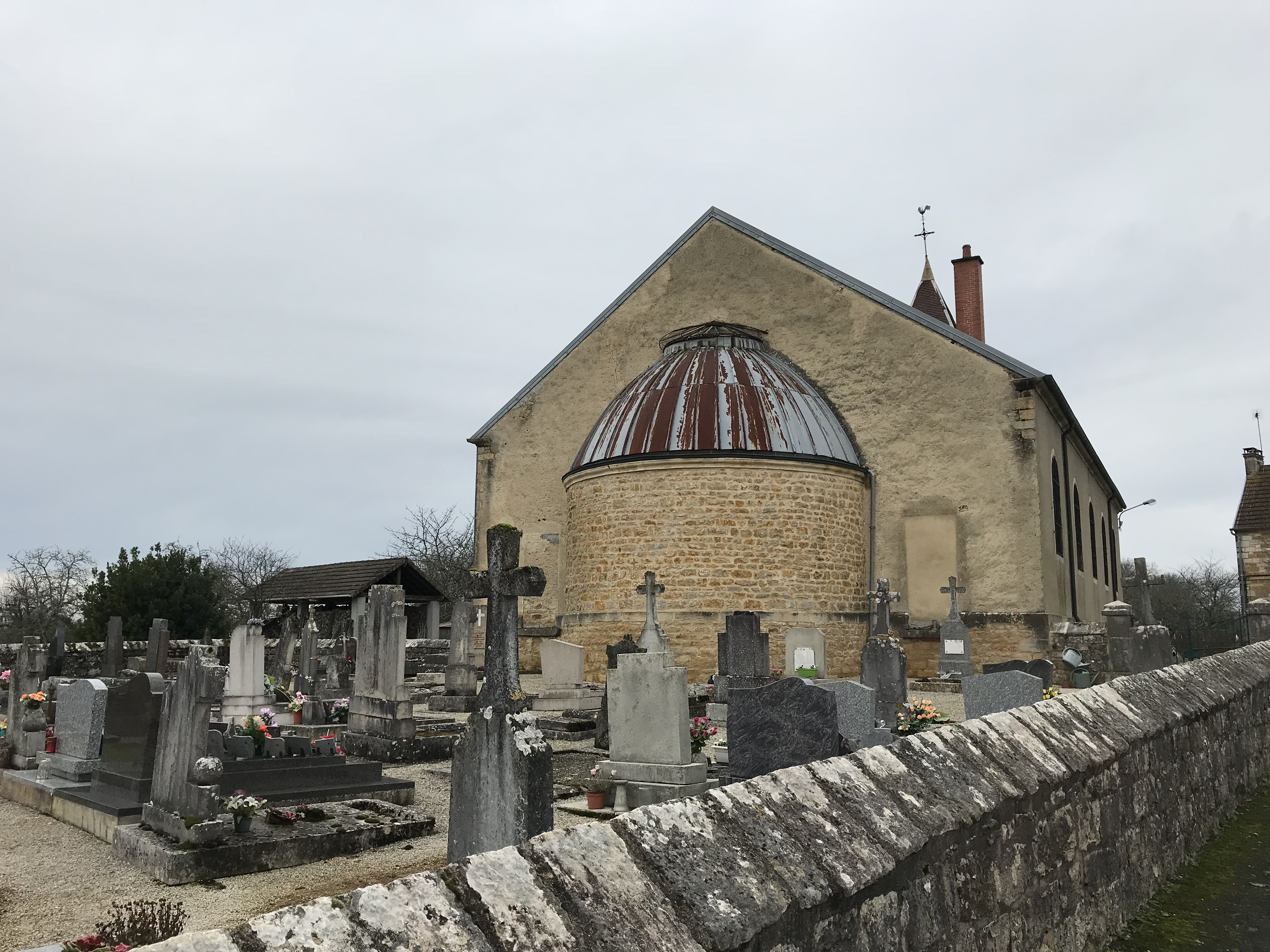
Himmelfahrts-Kirche